# レルカーラ・フリッディ
レルカーラ・フリッディ（イタリア語: Lercara Friddi）は、イタリア共和国シチリア自治州パレルモ県にある、人口約6,700人の基礎自治体（コムーネ）。

## 地理

### 位置・広がり
パレルモ県南部のコムーネ。テルミニ・イメレーゼから南南西へ28km、州都・県都パレルモから南南東へ46kmの距離にある。

#### 隣接コムーネ
隣接するコムーネは以下の通り。
- カストロノーヴォ・ディ・シチーリア
- プリッツィ
- ロッカパルンバ
- ヴィーカリ

## 人物

### 著名な出身者
- ラッキー・ルチアーノ - マフィアのボス。